# Сіасконсет (Массачусетс)
Сіасконсет (англ. Siasconset) — переписна місцевість (CDP) в США, в окрузі Нантакет штату Массачусетс. Населення — 505 осіб (2020).

## Географія
Сіасконсет розташований за координатами 41°15′55″ пн. ш. 69°58′23″ зх. д. / 41.26528° пн. ш. 69.97306° зх. д. (41.265238, -69.973020).  За даними Бюро перепису населення США в 2010 році переписна місцевість мала площу 6,31 км², з яких 5,48 км² — суходіл та 0,82 км² — водойми.

## Демографія
Згідно з переписом 2010 року, у переписній місцевості мешкало 205 осіб у 105 домогосподарствах у складі 53 родин. Густота населення становила 33 особи/км².  Було 927 помешкань (147/км²). 
Расовий склад населення:
| - 94,6 % — білих - 2,0 % — чорних або афроамериканців - 1,0 % — осіб інших рас |

До двох чи більше рас належало 2,4 %. Іспаномовні складали 2,9 % від усіх жителів.
За віковим діапазоном населення розподілялося таким чином: 12,7 % — особи молодші 18 років, 63,4 % — особи у віці 18—64 років, 23,9 % — особи у віці 65 років та старші. Медіана віку мешканця становила 49,2 року. На 100 осіб жіночої статі у переписній місцевості припадало 81,4 чоловіків;  на 100 жінок у віці від 18 років та старших — 84,5 чоловіків також старших 18 років.
За межею бідності перебувало 4,9 % осіб, у тому числі 0,0 % дітей у віці до 18 років та 0,0 % осіб у віці 65 років та старших.
Цивільне працевлаштоване населення становило 127 осіб. Основні галузі зайнятості: освіта, охорона здоров'я та соціальна допомога — 19,7 %, мистецтво, розваги та відпочинок — 18,1 %, будівництво — 18,1 %.